# Jean-Édouard Adam

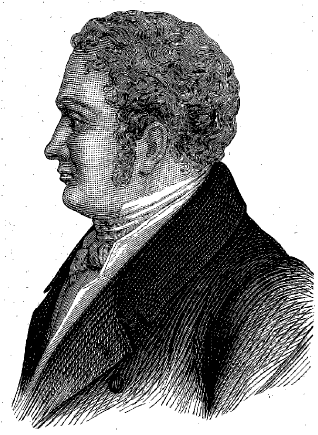
Jean-Édouard Adam

Jean-Édouard Adam (* 11. Oktober 1768 in Rouen; † 11. November 1807 in Montpellier) war ein  französischer Chemiker und Physiker. Mit seiner Verbesserung der Destillationsmethode und der Erweiterung der Rektifikation hatte er maßgeblichen Einfluss auf die Destillationstechnik und der Veredelung der Weinprodukte.
Zu seinem Gedenken wurde in Montpellier im Jahr 1860 eine Statue errichtet (die aber 1941 eingeschmolzen wurde). Dort und in seiner Heimatstadt trägt je eine Straße seinen Namen.